# بيل فيل
بيل فيل (بالإنجليزية: William Raymond Fell)‏ هو ضابط شرطة نيوزيلندي، ولد في 26 أكتوبر 1904 في مالكشم في المملكة المتحدة، وتوفي في 12 نوفمبر 1986.